# NGC 4941
NGC 4941 é uma galáxia espiral barrada (SBab) localizada na direcção da constelação de Virgo. Possui uma declinação de -05° 33' 05" e uma ascensão recta de 13 horas, 04 minutos e 13,0 segundos.
A galáxia NGC 4941 foi descoberta em 24 de Abril de 1784 por William Herschel.